# Crni Vrh (Pljevlja)
Pour les articles homonymes, voir Crni Vrh.
Crni Vrh (en serbe cyrillique : Црни Врх) est un village du nord du Monténégro, dans la municipalité de Pljevlja.

## Démographie

### Évolution historique de la population
| 1948 | 1953 | 1961 | 1971 | 1981 | 1991 | 2003 |
| ---- | ---- | ---- | ---- | ---- | ---- | ---- |
| 269  | 300  | 289  | 214  | 167  | 103  | 86   |